# Llista d'ocells de Costa Rica
Aquesta llista d'ocells de Costa Rica inclou totes les espècies d'ocells trobats a Costa Rica: 886, de les quals 7 en són endemismes, 19 estan globalment amenaçades d'extinció i dues hi foren introduïdes.
Els ocells s'ordenen per famílies i espècies.

## Tinamidae
- Tinamus major
- Nothocercus bonapartei
- Crypturellus soui
- Crypturellus boucardi
- Crypturellus cinnamomeus

## Podicipedidae
- Tachybaptus dominicus
- Podilymbus podiceps
- Podiceps nigricollis

## Diomedeidae
- Phoebastria irrorata

## Procellariidae
- Pterodroma hasitata
- Pterodroma phaeopygia
- Procellaria parkinsoni
- Calonectris diomedea
- Puffinus creatopus
- Puffinus gravis
- Puffinus pacificus
- Puffinus griseus
- Puffinus tenuirostris
- Puffinus lherminieri

## Hydrobatidae
- Oceanites oceanicus
- Oceanites gracilis
- Pelagodroma marina
- Oceanodroma microsoma
- Oceanodroma tethys
- Oceanodroma castro
- Oceanodroma leucorhoa
- Oceanodroma markhami
- Oceanodroma melania

## Phaethontidae
- Phaethon aethereus
- Phaethon lepturus

## Pelecanidae
- Pelecanus erythrorhynchos
- Pelecanus occidentalis

## Sulidae
- Sula nebouxii
- Sula dactylatra
- Sula sula
- Sula leucogaster

## Phalacrocoracidae
- Phalacrocorax brasilianus

## Anhingidae
- Anhinga anhinga

## Fregatidae
- Fregata magnificens
- Fregata minor

## Ardeidae
- Ardea herodias
- Ardea alba
- Egretta rufescens
- Egretta tricolor
- Egretta caerulea
- Egretta thula
- Bubulcus ibis
- Butorides striata
- Butorides virescens
- Agamia agami
- Nycticorax nycticorax
- Nyctanassa violacea
- Cochlearius cochlearius
- Tigrisoma mexicanum
- Tigrisoma fasciatum
- Tigrisoma lineatum
- Ixobrychus exilis
- Botaurus pinnatus
- Botaurus lentiginosus

## Ciconiidae
- Mycteria americana
- Jabiru mycteria

## Threskiornithidae
- Mesembrinibis cayennensis
- Eudocimus albus
- Plegadis falcinellus
- Plegadis chihi
- Platalea ajaja

## Anatidae
- Dendrocygna bicolor
- Dendrocygna viduata
- Dendrocygna autumnalis
- Cairina moschata
- Anas americana
- Anas carolinensis
- Anas platyrhynchos
- Anas acuta
- Anas discors
- Anas cyanoptera
- Anas clypeata
- Aythya collaris
- Aythya marila
- Aythya affinis
- Nomonyx dominica
- Oxyura jamaicensis

## Cathartidae
- Coragyps atratus
- Cathartes aura
- Cathartes burrovianus
- Sarcoramphus papa

## Pandionidae
- Pandion haliaetus

## Accipitridae
- Leptodon cayanensis
- Chondrohierax uncinatus
- Elanoides forficatus
- Elanus leucurus
- Rostrhamus sociabilis
- Harpagus bidentatus
- Ictinia mississippiensis
- Ictinia plumbea
- Circus cyaneus
- Accipiter superciliosus
- Accipiter striatus
- Accipiter cooperii
- Accipiter bicolor
- Geranospiza caerulescens
- Leucopternis princeps
- Leucopternis semiplumbeus
- Leucopternis albicollis
- Buteogallus anthracinus
- Buteogallus subtilis
- Buteogallus urubitinga
- Buteogallus meridionalis
- Parabuteo unicinctus
- Busarellus nigricollis
- Harpyhaliaetus solitarius
- Asturina nitida
- Buteo magnirostris
- Buteo platypterus
- Buteo brachyurus
- Buteo swainsoni
- Buteo albicaudatus
- Buteo albonotatus
- Buteo jamaicensis
- Morphnus guianensis
- Harpia harpyja
- Spizastur melanoleucus
- Spizaetus tyrannus
- Spizaetus ornatus

## Falconidae
- Ibycter americanus
- Caracara cheriway
- Milvago chimachima
- Herpetotheres cachinnans
- Micrastur ruficollis
- Micrastur mirandollei
- Micrastur semitorquatus
- Falco sparverius
- Falco femoralis
- Falco columbarius
- Falco rufigularis
- Falco deiroleucus
- Falco peregrinus

## Cracidae
- Ortalis vetula
- Ortalis cinereiceps
- Ortalis leucogastra
- Penelope purpurascens
- Chamaepetes unicolor
- Crax rubra

## Odontophoridae
- Dendrortyx leucophrys
- Colinus cristatus
- Odontophorus gujanensis
- Odontophorus melanotis
- Odontophorus erythrops
- Odontophorus leucolaemus
- Odontophorus guttatus
- Rhynchortyx cinctus

## Aramidae
- Aramus guarauna

## Rallidae
- Micropygia schomburgkii
- Laterallus ruber
- Laterallus albigularis
- Laterallus exilis
- Laterallus jamaicensis
- Aramides axillaris
- Aramides cajanea
- Amaurolimnas concolor
- Porzana carolina
- Porzana flaviventer
- Neocrex erythrops
- Pardirallus maculatus
- Porphyrio martinica
- Gallinula chloropus
- Fulica americana

## Heliornithidae
- Heliornis fulica

## Eurypygidae
- Eurypyga helias

## Jacanidae
- Jacana spinosa
- Jacana jacana

## Haematopodidae
- Haematopus palliatus

## Recurvirostridae
- Himantopus mexicanus
- Recurvirostra americana

## Burhinidae
- Burhinus bistriatus

## Charadriidae
- Vanellus chilensis
- Pluvialis dominica
- Pluvialis squatarola
- Charadrius semipalmatus
- Charadrius wilsonia
- Charadrius vociferus
- Charadrius alexandrinus
- Charadrius collaris

## Scolopacidae
- Gallinago delicata
- Limnodromus griseus
- Limnodromus scolopaceus
- Limosa haemastica
- Limosa lapponica
- Limosa fedoa
- Numenius borealis
- Numenius phaeopus
- Numenius americanus
- Bartramia longicauda
- Tringa melanoleuca
- Tringa flavipes
- Tringa solitaria
- Actitis macularia
- Heterosceles incanus
- Catoptrophorus semipalmatus
- Arenaria interpres
- Aphriza virgata
- Calidris canutus
- Calidris alba
- Calidris pusilla
- Calidris mauri
- Calidris minutilla
- Calidris fuscicollis
- Calidris bairdii
- Calidris melanotos
- Calidris ferruginea
- Calidris alpina
- Calidris himantopus
- Tryngites subruficollis
- Philomachus pugnax
- Phalaropus tricolor
- Phalaropus lobatus
- Phalaropus fulicarius

## Stercorariidae
- Stercorarius maccormicki
- Stercorarius skua
- Stercorarius pomarinus
- Stercorarius parasiticus
- Stercorarius longicaudus

## Laridae
- Larus modestus
- Larus heermanni
- Larus delawarensis
- Larus smithsonianus
- Larus philadelphia
- Larus atricilla
- Larus pipixcan
- Xema sabini
- Creagrus furcatus

## Sternidae
- Gelochelidon nilotica
- Hydroprogne caspia
- Sterna elegans
- Sterna sandvicensis
- Sterna maxima
- Sterna hirundo
- Sterna forsteri
- Sternula antillarum
- Onychoprion anaethetus
- Onychoprion fuscata
- Chlidonias niger
- Anous minutus
- Anous stolidus
- Gygis alba

## Rhynchopidae
- Rynchops niger

## Columbidae
- Columba livia
- Patagioenas leucocephala
- Patagioenas speciosa
- Patagioenas fasciata
- Patagioenas cayennensis
- Patagioenas flavirostris
- Patagioenas nigrirostris
- Patagioenas subvinacea
- Zenaida macroura
- Zenaida asiatica
- Columbina passerina
- Columbina minuta
- Columbina talpacoti
- Columbina inca
- Claravis pretiosa
- Claravis mondetoura
- Leptotila verreauxi
- Leptotila plumbeiceps
- Leptotila cassini
- Geotrygon lawrencii
- Geotrygon costaricensis
- Geotrygon chiriquensis
- Geotrygon veraguensis
- Geotrygon violacea
- Geotrygon montana

## Psittacidae
- Ara militaris
- Ara ambigua
- Ara macao
- Aratinga finschi
- Aratinga nana
- Aratinga canicularis
- Pyrrhura hoffmanni
- Bolborhynchus lineola
- Brotogeris jugularis
- Touit costaricensis
- Pionopsitta haematotis
- Pionus menstruus
- Pionus senilis
- Amazona albifrons
- Amazona autumnalis
- Amazona ochrocephala
- Amazona auropalliata
- Amazona farinosa

## Cuculidae
- Coccyzus erythropthalmus
- Coccyzus americanus
- Coccyzus minor
- Coccyzus ferrugineus
- Piaya cayana
- Crotophaga ani
- Crotophaga sulcirostris
- Tapera naevia
- Dromococcyx phasianellus
- Morococcyx erythropygus
- Neomorphus geoffroyi

## Tytonidae
- Tyto alba

## Strigidae
- Megascops kennicottii
- Megascops cooperi
- Megascops choliba
- Megascops clarkii
- Megascops guatemalae
- Megascops vermiculatus
- Bubo virginianus
- Ciccaba virgata
- Ciccaba nigrolineata
- Lophostrix cristata
- Pulsatrix perspicillata
- Glaucidium costaricanum
- Glaucidium griseiceps
- Glaucidium brasilianum
- Athene cunicularia
- Aegolius ridgwayi
- Pseudoscops clamator
- Asio stygius
- Asio flammeus

## Steatornithidae
- Steatornis caripensis

## Nyctibiidae
- Nyctibius grandis
- Nyctibius jamaicensis
- Nyctibius griseus

## Caprimulgidae
- Lurocalis semitorquatus
- Chordeiles acutipennis
- Chordeiles minor
- Nyctidromus albicollis
- Nyctiphrynus ocellatus
- Caprimulgus carolinensis
- Caprimulgus rufus
- Caprimulgus vociferus
- Caprimulgus saturatus
- Caprimulgus cayennensis

## Apodidae
- Cypseloides niger
- Cypseloides cherriei
- Cypseloides cryptus
- Streptoprocne rutila
- Streptoprocne zonaris
- Chaetura cinereiventris
- Chaetura pelagica
- Chaetura vauxi
- Panyptila sanctihieronymi
- Panyptila cayennensis
- Chaetura fumosa

## Trochilidae
- Eutoxeres aquila
- Glaucis aenea
- Threnetes ruckeri
- Phaethornis guy
- Phaethornis longirostris
- Phaethornis striigularis
- Doryfera ludovicae
- Phaeochroa cuvierii
- Campylopterus hemileucurus
- Florisuga mellivora
- Colibri delphinae
- Colibri thalassinus
- Anthracothorax prevostii
- Klais guimeti
- Lophornis delattrei
- Lophornis helenae
- Lophornis adorabilis
- Discosura conversii
- Chlorostilbon assimilis
- Panterpe insignis
- Elvira chionura
- Elvira cupreiceps
- Eupherusa eximia
- Eupherusa nigriventris
- Thalurania colombica
- Damophila julie
- Lepidopyga coeruleogularis
- Hylocharis eliciae
- Amazilia tzacatl
- Amazilia rutila
- Agyrtria candida
- Polyerata amabilis
- Polyerata decora
- Polyerata boucardi
- Saucerottia saucerrottei
- Saucerottia cyanifrons
- Saucerottia edward
- Saucerottia cyanura
- Microchera albocoronata
- Chalybura buffonii
- Chalybura urochrysia
- Lampornis hemileucus
- Lampornis calolaema
- Lampornis cinereicauda
- Heliodoxa jacula
- Eugenes fulgens
- Heliothryx barroti
- Heliomaster constantii
- Heliomaster longirostris
- Calliphlox bryantae
- Archilochus colubris
- Selasphorus scintilla
- Selasphorus flammula
- Saucerottia alfaroana

## Trogonidae
- Trogon melanocephalus
- Trogon bairdii
- Trogon violaceus
- Trogon mexicanus
- Trogon collaris
- Trogon elegans
- Trogon aurantiiventris
- Trogon rufus
- Trogon massena
- Trogon clathratus
- Pharomachrus mocinno

## Alcedinidae
- Ceryle alcyon
- Ceryle torquatus
- Chloroceryle amazona
- Chloroceryle americana
- Chloroceryle inda
- Chloroceryle aenea

## Momotidae
- Hylomanes momotula
- Momotus momota
- Baryphthengus martii
- Electron carinatum
- Electron platyrhynchum
- Eumomota superciliosa

## Galbulidae
- Galbula ruficauda
- Jacamerops aureus

## Bucconidae
- Notharchus macrorhynchos
- Notharchus tectus
- Malacoptila panamensis
- Micromonacha lanceolata
- Monasa morphoeus

## Capitonidae
- Eubucco bourcierii
- Semnornis frantzii

## Ramphastidae
- Pteroglossus torquatus
- Pteroglossus frantzii
- Selenidera spectabilis
- Ramphastos sulfuratus
- Ramphastos swainsonii
- Aulacorhynchus caeruleogularis

## Picidae
- Picumnus olivaceus
- Melanerpes formicivorus
- Melanerpes chrysauchen
- Melanerpes pucherani
- Melanerpes rubricapillus
- Melanerpes hoffmannii
- Sphyrapicus varius
- Picoides villosus
- Veniliornis fumigatus
- Veniliornis kirkii
- Piculus simplex
- Piculus chrysochloros
- Piculus rubiginosus
- Celeus loricatus
- Celeus castaneus
- Dryocopus lineatus
- Campephilus guatemalensis

## Furnariidae
- Synallaxis albescens
- Synallaxis brachyura
- Cranioleuca erythrops
- Premnoplex brunnescens
- Margarornis rubiginosus
- Xenops minutus
- Xenops rutilans
- Anabacerthia variegaticeps
- Pseudocolaptes lawrencii
- Thripadectes rufobrunneus
- Syndactyla subalaris
- Hyloctistes subulatus
- Philydor rufus
- Automolus ochrolaemus
- Automolus rubiginosus
- Sclerurus mexicanus
- Sclerurus albigularis
- Sclerurus guatemalensis

## Dendrocolaptidae
- Dendrocincla anabatina
- Dendrocincla fuliginosa
- Dendrocincla homochroa
- Deconychura longicauda
- Sittasomus griseicapillus
- Glyphorynchus spirurus
- Xiphocolaptes promeropirhynchus
- Dendrocolaptes sanctithomae
- Dendrocolaptes picumnus
- Xiphorhynchus susurrans
- Xiphorhynchus flavigaster
- Xiphorhynchus lachrymosus
- Xiphorhynchus erythropygius
- Lepidocolaptes souleyetii
- Lepidocolaptes affinis
- Campylorhamphus pusillus

## Thamnophilidae
- Cymbilaimus lineatus
- Taraba major
- Thamnophilus doliatus
- Thamnophilus bridgesi
- Thamnophilus atrinucha
- Thamnistes anabatinus
- Dysithamnus mentalis
- Dysithamnus striaticeps
- Dysithamnus puncticeps
- Myrmotherula fulviventris
- Myrmotherula axillaris
- Myrmotherula schisticolor
- Microrhopias quixensis
- Terenura callinota
- Cercomacra tyrannina
- Gymnocichla nudiceps
- Myrmeciza exsul
- Myrmeciza laemosticta
- Myrmeciza immaculata
- Gymnopithys leucaspis
- Myrmornis torquata
- Hylophylax naevioides
- Phaenostictus mcleannani

## Formicariidae
- Formicarius nigricapillus
- Formicarius analis
- Formicarius rufipectus
- Pittasoma michleri
- Grallaria guatimalensis
- Hylopezus perspicillatus
- Hylopezus dives
- Grallaricula flavirostris

## Rhinocryptidae
- Scytalopus argentifrons

## Cotingidae
- Oxyruncus cristatus
- Lipaugus unirufus
- Cotinga amabilis
- Cotinga ridgwayi
- Carpodectes antoniae
- Carpodectes nitidus
- Querula purpurata
- Cephalopterus glabricollis
- Procnias tricarunculata

## Pipridae
- Manacus candei
- Manacus aurantiacus
- Corapipo altera
- Chiroxiphia lanceolata
- Chiroxiphia linearis
- Dixiphia pipra
- Lepidothrix coronata
- Pipra mentalis
- Piprites griseiceps
- Schiffornis turdinus

## Tyrannidae
- Ornithion semiflavum
- Ornithion brunneicapillus
- Camptostoma imberbe
- Camptostoma obsoletum
- Nesotriccus ridgwayi
- Capsiempis flaveola
- Tyrannulus elatus
- Myiopagis viridicata
- Elaenia flavogaster
- Elaenia chiriquensis
- Elaenia frantzii
- Serpophaga cinerea
- Mionectes oleagineus
- Mionectes olivaceus
- Leptopogon amaurocephalus
- Leptopogon superciliaris
- Phylloscartes superciliaris
- Phyllomyias burmeisteri
- Zimmerius vilissimus
- Sublegatus arenarum
- Myiornis atricapillus
- Lophotriccus pileatus
- Oncostoma cinereigulare
- Poecilotriccus sylvia
- Todirostrum cinereum
- Todirostrum nigriceps
- Rhynchocyclus brevirostris
- Tolmomyias sulphurescens
- Tolmomyias assimilis
- Platyrinchus cancrominus
- Platyrinchus coronatus
- Platyrinchus mystaceus
- Onychorhynchus mexicanus
- Myiophobus fasciatus
- Terenotriccus erythrurus
- Myiobius sulphureipygius
- Myiobius atricaudus
- Aphanotriccus capitalis
- Mitrephanes phaeocercus
- Contopus cooperi
- Contopus lugubris
- Contopus ochraceus
- Contopus sordidulus
- Contopus virens
- Contopus cinereus
- Empidonax flaviventris
- Empidonax virescens
- Empidonax alnorum
- Empidonax traillii
- Empidonax albigularis
- Empidonax minimus
- Empidonax flavescens
- Empidonax atriceps
- Sayornis nigricans
- Colonia colonus
- Attila spadiceus
- Laniocera rufescens
- Rhytipterna holerythra
- Myiarchus tuberculifer
- Myiarchus panamensis
- Myiarchus cinerascens
- Myiarchus nuttingi
- Myiarchus crinitus
- Myiarchus tyrannulus
- Pitangus sulphuratus
- Megarynchus pitangua
- Myiozetetes cayanensis
- Myiozetetes similis
- Myiozetetes granadensis
- Conopias albovittata
- Myiodynastes hemichrysus
- Myiodynastes maculatus
- Myiodynastes luteiventris
- Legatus leucophaius
- Tyrannus melancholicus
- Tyrannus couchii
- Tyrannus verticalis
- Tyrannus tyrannus
- Tyrannus dominicensis
- Tyrannus forficatus
- Tyrannus savana
- Pachyramphus versicolor
- Pachyramphus cinnamomeus
- Pachyramphus polychopterus
- Pachyramphus albogriseus
- Pachyramphus aglaiae
- Tityra semifasciata
- Tityra inquisitor

## Hirundinidae
- Progne tapera
- Progne subis
- Progne chalybea
- Tachycineta bicolor
- Tachycineta albilinea
- Tachycineta thalassina
- Notiochelidon cyanoleuca
- Stelgidopteryx serripennis
- Stelgidopteryx ruficollis
- Riparia riparia
- Petrochelidon pyrrhonota
- Petrochelidon fulva
- Hirundo rustica

## Ptilogonatidae
- Phainoptila melanoxantha
- Ptilogonys caudatus

## Bombycillidae
- Bombycilla cedrorum

## Cinclidae
- Cinclus mexicanus

## Troglodytidae
- Campylorhynchus zonatus
- Campylorhynchus rufinucha
- Salpinctes obsoletus
- Thryothorus atrogularis
- Thryothorus fasciatoventris
- Thryothorus maculipectus
- Thryothorus rutilus
- Thryothorus semibadius
- Thryothorus nigricapillus
- Thryothorus thoracicus
- Thryothorus pleurostictus
- Thryothorus rufalbus
- Thryothorus modestus
- Troglodytes aedon
- Troglodytes ochraceus
- Cistothorus platensis
- Thryorchilus browni
- Henicorhina leucosticta
- Henicorhina leucophrys
- Microcerculus philomela
- Microcerculus marginatus
- Cyphorhinus phaeocephalus

## Mimidae
- Dumetella carolinensis
- Mimus gilvus

## Turdidae
- Myadestes melanops
- Catharus aurantiirostris
- Catharus fuscater
- Catharus gracilirostris
- Catharus frantzii
- Catharus mexicanus
- Catharus dryas
- Catharus fuscescens
- Catharus minimus
- Catharus ustulatus
- Hylocichla mustelina
- Turdus nigrescens
- Turdus plebejus
- Turdus obsoletus
- Turdus grayi
- Turdus assimilis

## Polioptilidae
- Microbates cinereiventris
- Ramphocaenus melanurus
- Polioptila albiloris
- Polioptila plumbea

## Corvidae
- Calocitta formosa
- Cyanocorax affinis
- Psilorhinus morio
- Cyanolyca cucullata
- Cyanolyca argentigula

## Vireonidae
- Vireo griseus
- Vireo pallens
- Vireo flavifrons
- Vireo solitarius
- Vireo carmioli
- Vireo gilvus
- Vireo leucophrys
- Vireo philadelphicus
- Vireo olivaceus
- Vireo flavoviridis
- Vireo altiloquus
- Hylophilus flavipes
- Hylophilus ochraceiceps
- Hylophilus decurtatus
- Vireolanius pulchellus
- Cyclarhis gujanensis

## Parulidae
- Vermivora cyanoptera
- Vermivora chrysoptera
- Vermivora peregrina
- Leiothlypis celata
- Vermivora ruficapilla
- Oreothlypis gutturalis
- Parula americana
- Setophaga pitiayumi
- Dendroica petechia
- Dendroica pensylvanica
- Dendroica magnolia
- Dendroica tigrina
- Dendroica caerulescens
- Dendroica coronata
- Dendroica virens
- Setophaga townsendi
- Setophaga occidentalis
- Setophaga fusca
- Setophaga dominica
- Setophaga pinus
- Setophaga discolor
- Setophaga palmarum
- Setophaga castanea
- Setophaga striata
- Setophaga cerulea
- Mniotilta varia
- Setophaga ruticilla
- Protonotaria citrea
- Helmitheros vermivorus
- Seiurus aurocapilla
- Seiurus noveboracensis
- Seiurus motacilla
- Oporornis formosus
- Oporornis agilis
- Oporornis philadelphia
- Oporornis tolmiei
- Geothlypis trichas
- Geothlypis semiflava
- Geothlypis aequinoctialis
- Geothlypis poliocephala
- Wilsonia citrina
- Wilsonia pusilla
- Wilsonia canadensis
- Myioborus miniatus
- Myioborus torquatus
- Basileuterus culicivorus
- Basileuterus rufifrons
- Basileuterus melanogenys
- Basileuterus tristriatus
- Myiothlypis fulvicauda
- Zeledonia coronata
- Icteria virens

## Coerebidae
- Coereba flaveola

## Thraupidae
- Chlorospingus ophthalmicus
- Chlorospingus pileatus
- Chlorospingus canigularis
- Chrysothlypis chrysomelaena
- Rhodinocichla rosea
- Mitrospingus cassinii
- Chlorothraupis carmioli
- Eucometis penicillata
- Lanio leucothorax
- Heterospingus rubrifrons
- Loriotus luctuosus
- Tachyphonus delatrii
- Tachyphonus rufus
- Habia rubica
- Habia fuscicauda
- Habia atrimaxillaris
- Piranga flava
- Piranga olivacea
- Piranga rubra
- Piranga ludoviciana
- Piranga bidentata
- Piranga leucoptera
- Ramphocelus sanguinolentus
- Ramphocelus passerinii
- Ramphocelus costaricensis
- Thraupis episcopus
- Thraupis abbas
- Thraupis palmarum
- Bangsia arcaei
- Euphonia affinis
- Euphonia luteicapilla
- Euphonia laniirostris
- Euphonia hirundinacea
- Euphonia elegantissima
- Euphonia imitans
- Euphonia fulvicrissa
- Euphonia gouldi
- Euphonia minuta
- Euphonia anneae
- Chlorophonia callophrys
- Tangara inornata
- Tangara florida
- Tangara icterocephala
- Ixothraupis guttata
- Tangara gyrola
- Tangara lavinia
- Tangara larvata
- Tangara dowii
- Dacnis venusta
- Dacnis cayana
- Chlorophanes spiza
- Cyanerpes lucidus
- Cyanerpes cyaneus

## Emberizidae
- Volatinia jacarina
- Sporophila schistacea
- Sporophila corvina
- Sporophila torqueola
- Sporophila nigricollis
- Sporophila minuta
- Oryzoborus nuttingi
- Oryzoborus funereus
- Amaurospiza concolor
- Tiaris olivacea
- Pinaroloxias inornata
- Haplospiza rustica
- Acanthidops bairdii
- Diglossa plumbea
- Sicalis luteola
- Emberizoides herbicola
- Arremon crassirostris
- Pselliophorus tibialis
- Pezopetes capitalis
- Atlapetes albinucha
- Arremon brunneinucha
- Arremon torquatus
- Arremon aurantiirostris
- Arremonops rufivirgatus
- Arremonops conirostris
- Melozone biarcuatum
- Melozone leucotis
- Aimophila ruficauda
- Aimophila botterii
- Aimophila rufescens
- Spizella passerina
- Passerculus sandwichensis
- Ammodramus savannarum
- Melospiza lincolnii
- Zonotrichia capensis
- Junco vulcani

## Cardinalidae
- Saltator striatipectus
- Saltator coerulescens
- Saltator maximus
- Saltator atriceps
- Saltator grossus
- Caryothraustes poliogaster
- Pheucticus tibialis
- Pheucticus ludovicianus
- Pheucticus melanocephalus
- Cyanocompsa parellina
- Cyanocompsa cyanoides
- Passerina caerulea
- Passerina cyanea
- Passerina ciris
- Spiza americana

## Icteridae
- Dolichonyx oryzivorus
- Agelaius phoeniceus
- Sturnella militaris
- Sturnella magna
- Xanthocephalus xanthocephalus
- Dives dives
- Quiscalus mexicanus
- Quiscalus nicaraguensis
- Molothrus aeneus
- Molothrus oryzivorus
- Icterus chrysater
- Icterus mesomelas
- Icterus pectoralis
- Icterus pustulatus
- Icterus galbula
- Icterus bullockii
- Icterus abeillei
- Icterus spurius
- Icterus prosthemelas
- Amblycercus holosericeus
- Cacicus uropygialis
- Psarocolius decumanus
- Psarocolius wagleri
- Gymnostinops montezuma

## Fringillidae
- Carduelis xanthogastra
- Carduelis psaltria

## Passeridae
- Passer domesticus[1]